# رون هاربر (سياسي)
رون هاربر هو سياسي كندي، ولد في 21 يناير 1948 في كندا. حزبياً، نشط في Saskatchewan New Democratic Party ‏. وقد انتخب عضو المجلس التشريعي من ساسكاتشوان.